# Lucie Duval
Lucie Duval (nascida em 1959) é uma artista canadiana.
A sua obra de 2004 À la croisée des mots está instalado fora da biblioteca pública Georges Vanier em Montreal. O seu trabalho encontra-se incluído na colecção do Musée national des beaux-arts du Québec e na colecção de arte pública da cidade de Montreal.